# ایری‌تالا
ایری‌تالا (به لاتین: Əyritala) یک منطقه مسکونی در جمهوری آذربایجان است که در شهرستان بالاکن واقع شده است.